# 细画眉草属
细画眉草属（学名：Eragrostiella）是禾本科下的一个属，为多年生丛生草本植物。该属共有约9种，分布于东南亚与热带非洲。